# NGC 2394
NGC 2394 is een groep sterren in het sterrenbeeld Kleine Hond. Het hemelobject werd op 28 december 1785 ontdekt door de Duits-Britse astronoom William Herschel. Door de ietwat 'S' achtige vorm van deze sterrengroep kan NGC 2394 gerangschikt worden in de lijst van de telescopische asterismen.